# Ахимелех (первосвященник)
Ахимелех (др.-евр. אחימלך‬) — ветхозаветный персонаж; иудейский первосвященник, вероятно, сын Ахии и внук Ахитува, хотя часто называется его сыном (1 Цар. XXII, 9, 20). По мнению некоторых библеистов, Ахимелех и Ахия — одно и то же лицо. Потомок Аарона по линии Ифамара, преемник Илия по первосвященству в Нобе (Номве).

## Библейское повествование
Когда царь Давид бежал от царя Саула в Ноб, Ахимелех кормил его хлебами и отдал ему меч Голиафа, за что сам он и 84 священника были перебиты Саулом (1 Цар. XXII, 18).